# Castel Valer
Castel Valer è un castello medioevale che si trova a Tassullo, nel comune di Ville d'Anaunia in Trentino. Il nome deriva probabilmente dalla cappella ospitata al suo interno, consacrata a San Valerio.

## Storia
Fu fondato come guardia militare nel 1211 dai conti di Appiano, quando questi vivevano e regnavano in Val di Cembra, ma pare che la zona e in particolare la posizione dominante sulla strada romana che collegava Cles, Tassullo, Nanno e Flavon fosse insediata già dall'epoca romana.
La prima menzione del castello la si trova in un documento del 1297, durante l'espansione tirolese in Val di Non.
Verso la metà del XIII secolo Ulrico I di Coredo condottiero e sostenitore della politica conquistatrice di Mainardo II del Tirolo, riuscì ad espugnare la fortezza strappandola agli Appiano; il castello risultò attestato alle proprietà dei Coredo fino alla seconda metà del XIV secolo, quando passò agli Spaur di Castel Sporo, alleati del conte del Tirolo. La stessa famiglia ne ha detenuto a lungo la proprietà e il conte Ulrico Spaur lo ha abitato fino alla morte, avvenuta a febbraio 2021. Nel 2023 è stato acquisito della Provincia autonoma di Trento.

## Architettura

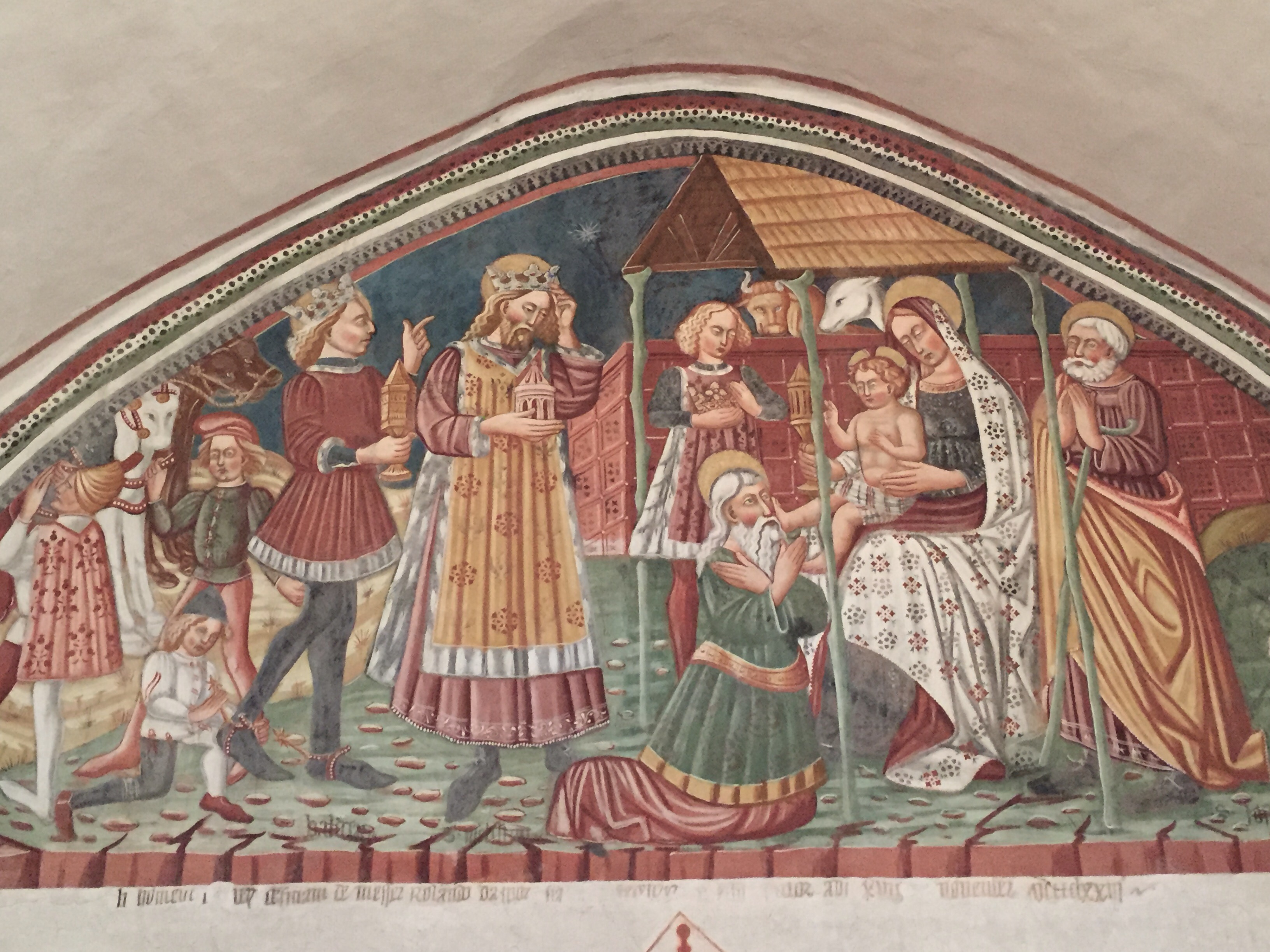
Giovanni e Battista Baschenis - 1474 - Natività - Castel Valer - Cappella di S.Valerio

Il castello fu costruito utilizzando pietre di granito assenti in val di Non, ma trasportate attraverso il Passo del Tonale dal Gruppo dell'Adamello, e si sviluppa attorno al mastio ottagonale che con i suoi 40 m di altezza è considerato la torre di un castello più alta della provincia di Trento; anche la particolare forma ottagonale è un caso unico in tutto il Trentino.
La struttura originale, oggi nota come "castel di sotto" costituisce il nucleo più antico e comprende il mastio isolato con poche costruzioni di servizio racchiuse in una stretta cinta muraria eretta a protezione, fino al XIV secolo il Castello di Valer fu un fortilizio di scarse dimensioni.
A partire dal XV secolo gli Spaur ampliarono la costruzione, le susseguenti cinte murare che vennero erette per contenere la crescita dell'edificio ne sono una prova e costituiscono insieme agli abitati la parte oggi definita "castel di sopra" ampliando notevolmente il palazzo fino alla dimensione attuale che ospita più di cento stanze, alcune delle quali, come la Sala degli Stemmi o il Salone di Ulrico, sono riccamente decorate da pitture e perlinature in legno intagliato. Di particolare valore anche le Sale Madruzziane che devono il nome al principe vescovo Cristoforo Madruzzo che veniva ospitato al castello durante l'estate.
Nella cappella del maniero, dedicata a San Valerio (da cui forse il nome), si trova un ciclo di affreschi di grande impatto cromatico realizzato dai pittori bergamaschi Giovanni e Battista Baschenis, del XV secolo.
Il castello conserva ancora gli arredi originali e e le stufe storiche, entrambe le collezioni di eccezionale importanza storica e utilità culturale per permettere al visitatore di comprendere la struttura e la vita nelle epoche passate, anche la cucina originale è ancora visitabile.